# Efi Cubero
Efi Cubero Barroso (Granja de Torrehermosa, Badajoz, 12 de diciembre de 1949) es una poeta y ensayista española.

## Trayectoria
Reconocida como poeta, ensayista y narradora, ha realizado estudios de Historia del Arte, Lengua y Literatura en Barcelona donde residió desde niña hasta hace poco tiempo.
Ha colaborado en varios libros de ensayos, por ejemplo, en los volúmenes de la Colección Arquitectura y Humanidades, dirigidos por María Elena Hernández Álvarez, de la UNAM, México, 2015. Fue corresponsal de Frontera en Barcelona y es desde hace años colaboradora de Revistart donde ha publicado decenas de artículos.
Numerosos poemas, ensayos  y entrevistas a personajes del mundo del Arte, el Pensamiento, la Ciencia y la Literatura le han sido publicados en revistas académicas, de pensamiento y literarias, de España y América, como en Arquitectura y Humanidades de la UNAM, Letralia, Mitologías, Analecta Literaria (Nueva York, Estados Unidos), Cuaderno Ático o Estación Poesía. Además De, Frontera, Cromomagacine, Papel Salmón, Alga, Norbania, Destiempos, En sentido figurado, DVD, Turia, Tinta China, Cooltura, Areté, Tardes Amarillas (Argentina) Ítaca, La experiencia de la libertad (México), entre otras muchas.
También cultiva el relato corto y ha prologado a varios escritores. Es autora de textos en una serie de catálogos de arte.  Ha sido miembro de diversos jurados, y ha participado como ponente en congresos nacionales e internacionales e impartidos conferencias y lecturas poéticas en instituciones y  universidades. 
En 2016, junto a otros reconocidos autores, representó a Extremadura en la 10.ª Feria Internacional del Libro en Medellín (Colombia)
Parte de su obra ha sido traducida al francés, portugués, inglés e italiano. También ha participado en varias exposiciones de Arte Contemporáneo relacionadas con la poesía experimental, en Chile, Italia, México, Francia, Portugal y en un buen número de ciudades de nuestra geografía.

## Libros publicados
- Rizoma,[7] [8] Mahalta Ediciones, 2023
- Solo inclasificable,[9] La Isla de Siltolá, Sevilla, 2021
- Esencia (Ensayos), La Isla de Siltolá, Sevilla Colección Levante, 2019
- Punto de apoyo, La luna libros, Mérida, 2014 (Colección Luna de Poniente)
- Condición del extraño (Estudio introductorio por Jesús Moreno Sanz), La Isla de Siltolá, Sevilla, 2013 (Colección Tierra)
- Ultramar, Libro de Artista en colaboración con el pintor Paco Mora Peral. Castilla – La Mancha, 2009
- Estados sucesivos, (Prólogo de Federico Martínez Reyes) Architectum Plus S. C. México, 2008
- Borrando márgenes, (Prólogo de Manuel Simón Viola), Mérida, Editora Regional de Extremadura, 2004
- Altano, Colección Alcazaba, Badajoz, 1995
- Fragmentos de Exilio, Badajoz,  1992

## Obra colectiva publicada
- Colección de Poesía 3X3, N.º 2. Dirigida por Antonio Gómez, Mérida, Editora Regional, 2010.
- La narración corta en Extremadura. Siglos XIX y XX, Badajoz, Departamento de Publicaciones, col. “Narrativa”, PDB, 2000 [tres tomos) Escarcha y Fuego, Badajoz, 2010
- Ficciones'. La narración corta en Extremadura a finales de siglo, Mérida, Editora Regional, 2001
- Paisatges Extranyats, Publicaciones Universidad de Barcelona,
- Imatges i Paraulas, Publicaciones Universidad de Barcelona, 2007.
- En La luna de Mérida, número veinticuatro, 2015.
- Ensayos en varias separatas publicadas por la Real Academia de Extremadura.
- Escarcha y Fuego, 2010
- Dónde está el fuego, (Cuadernos de humo, de Hilario Barrero) EE.UU, 2016 y 2019)
- Chiaroscuros” y “Fugas” en “Meditations” Libro y Catálogo, editados en Birmingham, 2006. Textos y poemas fueron traducidos al inglés.
- En el vuelo de la memoria, (Antología para Ángel Campos, 2019)
- Streets where to walk is to embark", Antología Bilingüe, Londres, 2019
- 20 Miradas, Antología de autores/as que pasaron por la Tertulia Página 72.
- Basta, Voces extremeñas contra la violencia de género, 2018
- Ensayos, en ocho de los volúmenes de la Colección Arquitectura y humanidades, dirigidos por la Dra. en Arquitectura María Elena Hernández Álvarez de la UNAM, México 2015.
- Nubes, Poesía hispanoamericana dirigida por Edda Armas, 2019
- Alejandra Pizarnik y sus múltiples voces, Selección y edición Mayda Bustamante, Ediciones Huso, 1921